# Filmmusik: Stefan Nilsson
Filmmusik: Stefan Nilsson är en samlingsskiva med kompositioner av Stefan Nilsson från svenska filmproduktioner och TV-serier som Skärgårdsdoktorn, Juloratoriet, Jerusalem, Polismördaren, Pelle Erövraren, Den goda viljan, Ogifta par och Den ofrivillige golfaren.
Uppföljaren till skivan blev Filmmusik: Björn Isfält med originalmusik av kompositören Björn Isfält. Nilssons skiva gavs ut 1998 medan Isfälts gavs ut 2000. Båda gavs ut av Virgin Records.

## Låtlista
All musik är komponerad och arrangerad av Stefan Nilsson.
1. "Mot Skärgården" – 1:44
  - Medlemmar ur Stockholms Nya Kammarorkester
  - Anders Eljas — dirigent
2. "Arons dröm" – 3:48
  - Moscow Festival Orchestra
  - Konstantin Krimetz — dirigent
3. "Avresan" – 2:52
  - Sveriges Radios symfoniorkester
  - Tommy B Andersson — dirigent
4. "Martin Beck" – 2:45
  - Magnus Bengtsson — gitarr
  - Stefan Nilsson — piano
5. "Den nya världen" – 3:21
  - Kgl. Hovkapellet
  - Stefan Nilsson — dirigent
6. "Forsboda" – 3:58
  - Sveriges Radios symfoniorkester
  - Esa-Pekka Salonen — dirigent
7. "Skärgårdsidyll" – 1:21
  - Medlemmar ur Stockholms Nya Kammarorkester
  - Anders Eljas — dirigent
8. "Till fjällstugan" – 1:22
  - Mats Bergström — gitarr
9. "Avfärd" – 2:44
  - Moscow Festival Orchestra
  - Konstantin Krimetz — dirigent
10. "Eva kommer hem" – 2:35
  - Medlemmar ur Stockholms Nya Kammarorkester
  - Anders Eljas — dirigent
11. "Forsen" – 3:40
  - Sveriges Radios symfoniorkester
  - Tomas Dausgaard — dirigent
12. "Ingmar och Gertrud går över ängen" – 2:31
  - Sveriges Radios symfoniorkester
  - Tommy B Andersson — dirigent
13. "Natt på tivolit" – 3:24
  - Malou Meilink — sopraninoflöjt
  - Stefan Nilsson — klaviatur
14. "Fionas tema" – 3:30
  - Stråkar ur Kgl. Hovkapellet
  - Stefan Nilsson — piano
15. "Slutet" – 2:34
  - Sveriges Radios symfoniorkester
  - Esa-Pekka Salonen — dirigent
16. "Mot den nya världen" – 2:40
  - Kgl. Hovkapellet
  - Örjan Fahlström — dirigent
17. "Wilmas tema" – 1:56
  - Stefan Nilsson — piano
18. "Jaffa hamn" – 2:45
  - Sveriges Radios symfoniorkester
  - Tomas Dausgaard — dirigent
19. "Fäboden" – 2:59
  - Stefan Nilsson — piano

Total tid: 47:49

## Filmproduktioner
- Den goda viljan – (6, 15, 19)
  - Regi: Bille August
- Den ofrivillige golfaren – (14)
  - Regi: Lasse Åberg
- Jerusalem – (3, 11, 12, 18)
  - Regi: Bille August
- Juloratoriet – (2, 9)
  - Regi: Kjell-Åke Andersson
- Ogifta par – (8)
  - Regi: Peter Dalle
- Pelle Erövraren – (5, 16)
  - Regi: Bille August
- Polismördaren – (4, 13)
  - Regi: Peter Keglevic
- Skärgårdsdoktorn – (1, 7, 10, 17)
  - Regi: Martin Asphaug, Daniel Lind Lagerlöf

## Medverkande
- Stefan Nilsson — piano, dirigent, klaviatur
- Medlemmar ur Stockholms Nya Kammarorkester
- Anders Eljas — dirigent
- Moscow Festival Orchestra
- Konstantin Krimetz — dirigent
- Sveriges Radios symfoniorkester
- Orsa spelmän
- Per-Erik Moraeus — spilåpipa, fiol
- Olle Moraeus — fiol
- Leif Göras — fiol
- Nils-Erik Göthe — fiol
- Tommy B Andersson — dirigent
- Magnus Bengtsson — gitarr
- André Ferrari — trummor
- Mats Ahlsberg — bas
- Kungliga Hovkapellet
- Esa-Pekka Salonen — dirigent
- Tobias Carron — flöjt
- Mats Allard — klarinett
- Mats Bergström — gitarr
- Bengt Rosengren — oboe
- Joakim Milder — sopranblockflöjt
- Tomas Dausgaard — dirigent
- Malou Meilink — sopraninoflöjt
- Teddy Walter — bas
- Ale Möller — hackbräde, skalmeja, flöjt
- Henrik Jansson — gitarr
- Bo Eriksson — oboe
- Örjan Fahlström — dirigent
- Niklas Andersson — klarinett